# Kobanî
Kobanî (/koˈbaːniː/, cũng được viết Kobanê /koˈbaːne/, tiếng Ả Rập: كوباني, tiếng Syriac cổ điển: ܟܘܒܐܢܝ), tên chính thức là Ayn al-Arab (tiếng Ả Rập: عين العرب), là một thành phố ở tỉnh Aleppo ở miền bắc Syria, nằm ngay phía nam biên giới với Thổ Nhĩ Kỳ. Do hậu quả của cuộc nội chiến Syria, thành phố này đã được kiểm soát bởi lực lượng Dân quân Nhân dân Kurd (YPG) kể từ năm 2012. Vào năm 2014, nó được tuyên bố là trung tâm hành chính của Koban Canton của Liên đoàn Dân chủ tự trị trên thực tế ở miền Bắc Syria.
Từ tháng 9 năm 2014 đến tháng 1 năm 2015, thành phố này bị Nhà nước Hồi giáo Irac và Levant bao vây. Hầu hết thành phố đã bị phá hủy và phần lớn dân số đã trốn sang Thổ Nhĩ Kỳ. Vào năm 2015, nhiều người quay trở lại và đã bắt đầu tái xây dựng.
Trước khi Nội chiến ở Syria, Kobanî được ghi nhận là có dân số gần 45.000. Phần lớn cư dân là người Kurd, với thiểu số người Ả rập, Turkmen, và Armenia.

Trước Nội chiến ở Syria, Kobanî là trung tâm hành chính của Nahiya Ayn al-Arab và huyện Ayn al-Arab.

## Lịch sử

### Cuộc nội chiến Syria

#### Cuộc vây hãm bởi ISIL
Các đơn vị bảo vệ nhân dân (YPG) đã kiểm soát Kobanî vào ngày 19 tháng 7 năm 2012. Từ đó các chính trị gia YPG và Kurdish thúc đẩy quyền tự trị cho khu vực, mà họ coi là một phần của Rojava. Sau những sự kiện tương tự với cường độ thấp vào đầu năm 2014, vào ngày 2 tháng 7, thị trấn và các làng xung quanh bị một cuộc tấn công dữ dội từ các chiến binh của Nhà nước Hồi giáo Irac và Levant. Ngày 16 tháng 9, ISIL bắt đầu cuộc bao vây Kobanî với một cuộc tấn công lớn từ phía tây và nam của thành phố, và chiếm được hơn 100 làng trong khu vực.

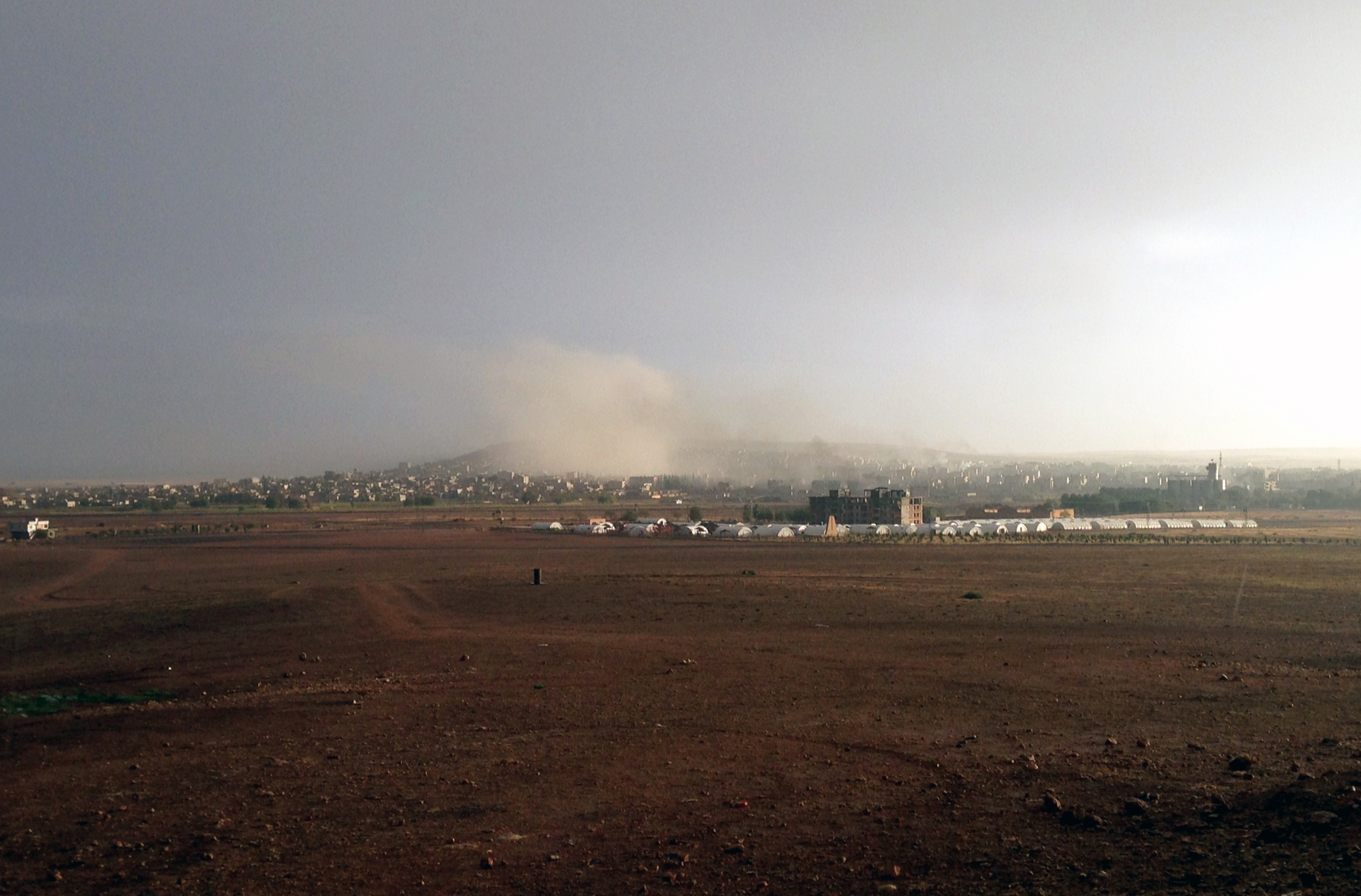
Kobani trong cuộc bắn phá các mục tiêu ISIL do các lực lượng do Hoa Kỳ lãnh đạo. Ảnh chụp từ biên giới Thổ Nhĩ Kỳ-Syria tại Suruç. Ở giữa là trại tị nạn (tháng 10 năm 2014)

Do hậu quả của sự chiếm đóng của ISIL, khoảng 200.000 người tị nạn người Kurd đã trốn khỏi Koban Canton đến Thổ Nhĩ Kỳ. Các nhà chức trách Thổ Nhĩ Kỳ đã không cho phép những người tị nạn nhập bất cứ xe cộ hoặc vật nuôi nào mà họ có.
Trong các làng bị chiếm đóng, các chiến binh ISIL đã giết người hàng loạt và bắt cóc các phụ nữ. Các chiến binh IS tuy nhiên không thể chiếm được toàn bộ Kobani, vì lực lượng YPG và YPJ đã bảo vệ được một phần của Koban và sau đó là một số khu định cư gần đó. Sau vài tuần bị cô lập, do Thổ Nhĩ Kỳ chặn vũ khí và chiến binh xâm nhập vào thị trấn, do sự thù địch của Thổ Nhĩ Kỳ đối với người Kurd với bất kỳ liên kết nào tới PKK, liên minh do Mỹ dẫn đầu đã không kích các mục tiêu ISIL. Do áp lực của Mỹ, Thổ Nhĩ Kỳ đã cho phép một lực lượng bao gồm 150 peshmergas (chiến binh người Kurd) từ vùng Kurdistan (Iraq) bằng vũ khí hạng nặng vượt qua Thổ Nhĩ Kỳ vào Kobani. Việc này và sự bắn phá nặng nề các vị trí của ISIS bởi các máy bay của Mỹ và các đồng minh đã giúp YPG / YPJ buộc ISIL phải rút lui khỏi hầu hết Koban vào ngày 26 tháng 1 năm 2015, Thành phố hiện đang được YPG kiểm soát. Tuy nhiên, theo một quan chức YPG, Thổ Nhĩ Kỳ vẫn phong tỏa thị trấn, làm cho vị trí của YPG / YPJ ở Kobanî là dễ bị tổn thương.